# Proteus (film)
Proteus je kanadsko-jihoafrický hraný film z roku 2003, který režírovali John Greyson a Jack Lewis podle vlastního scénáře. Snímek měl světovou premiéru na mezinárodním filmovém festivalu v Torontu dne 7. září 2003.

## Děj
Film je inspirován skutečným příběhem, který se odehrál v 18. století v Jižní Africe.
Na ostrově Robben je uvězněn šestnáctiletý černošský mladík Claas Blank z kmene Khoikhoi. Tam se setkává s bílým Holanďanem Rijkhaartem Jacobzem. Následně spolu začnou žít několik let jako pár, než jsou odsouzeni za sodomii a popraveni v roce 1735.

## Obsazení
| Rouxnet Brown      | Claas Blank      |
| Shaun Smyth        | Virgil Niven     |
| Neil Sandilands    | Rijkhaart Jacobz |
| Kristen Thomson    | Kate             |
| Tessa Jubber       | Elize            |
| Terry Norton       | Betsy            |
| Adrienne Pierce    | Tinnie           |
| Grant Swanby       | Willer           |
| Brett Goldin       | Lourens          |
| A.J. van der Merwe | Settler          |
| Dean Lotz          | guvernér         |